# Wajira albescens
Wajira albescens är en ärtväxtart som beskrevs av Mats Thulin. Wajira albescens ingår i släktet Wajira och familjen ärtväxter. Inga underarter finns listade i Catalogue of Life.